# Stanley Motor Carriage Company
Компания Stanley Motor Carriage Company была американским производителем паровых автомобилей. Компания была основана в 1898 году и зарегистрирована в 1901 году. Автомобили, производимые компанией, назывались Stanley Steamers. Они производились с 1896 по 1924 год. В начале 1900-х годов пар использовался для привода локомотивов, пароходов и даже швейных машин.

## Ранний период
Фрэнсис Э. Стэнли (1849—1918) и Фрилан О. Стэнли (1849—1940) изготовили паровую машину собственной разработки в 1897 году. Между 1898 и 1899 годами они выпустили более 200 автомобилей, больше, чем любой другой производитель в Соединённых Штатах. После продажи первоначального проекта компании Locomobile в 1902 году они основали компанию Stanley Motor Carriage Company.

## Более поздние модели
Чтобы избежать юридических проблем и конфликтов с владельцами дизайна, который они продали компании Locomobile, братья Стэнли разработали новую модель двигателя, которая была установлена непосредственно на задней оси. Последние модели имели алюминиевый корпус, но сохраняли жесткое стальное трубное шасси. Парогенератор был перенесен вперед, и в 1915 году был установлен конденсатор для улучшения автономии (до тех пор пробег без дозаправки был очень ограничен: около 80 км).
Компания Стэнли лицензировала свои проекты нескольким другим автомобильным компаниям. Компания White Motor использовалась для производства паровых автомобилей до 1912 года.

## Упадок
Автомобили с двигателем внутреннего сгорания значительно улучшили свои эксплуатационные характеристики в конце первого десятилетия двадцатого века. Последней каплей с практической точки зрения стало широкое использование электростартера, который позволил водителям избежать неудобной и опасной процедуры ручного запуска двигателя. Автомобиль с двигателем внутреннего сгорания можно было очень быстро завести, в то время как паровой машине требовалось несколько минут. Цена также была решающим фактором: паровые машины, изготовленные практически вручную, были намного дороже, чем машины с двигателем внутреннего сгорания массового производства.

## Продажа и закрытие
Количество проданных автомобилей сократилось до 600 в год в 1918 году. В этом году братья Стэнли продали компанию Прескотту Уоррену, чикагскому бизнесмену, а затем последовал период упадка и стагнации. Седан модели 740 Стэнли стоил 3960 долларов, а Форд Модель Т — менее чем 500 долларов. Компания закрыта в 1924 году. Фрэнсис Стэнли погиб в автомобильной аварии в 1918 году. Его брат Фрилан открыл отель в Колорадо под названием The Stanley Hotel. Он дожил до 91 года.
| Год   | производство |
| ----- | ------------ |
| 1901  | 80           |
| 1902  | 170          |
| 1903  | 300          |
| 1904  | 550          |
| 1905  | 610          |
| 1906  | 640          |
| 1907  | 775          |
| 1908  | 784          |
| 1909  | 613          |
| 1910  | 670          |
| 1911  | 535          |
| 1912  | 566          |
| 1913  | 475          |
| 1914  | 527          |
| 1915  | 403          |
| 1916  | 353          |
| 1917  | 519          |
| 1918  | 498          |
| 1919  | 499          |
| 1920  | 255          |
| 1921  | 310          |
| 1922  | 465          |
| 1923  | 181          |
| 1924  | 102          |
| Всего | 10.880       |

## Технические детали

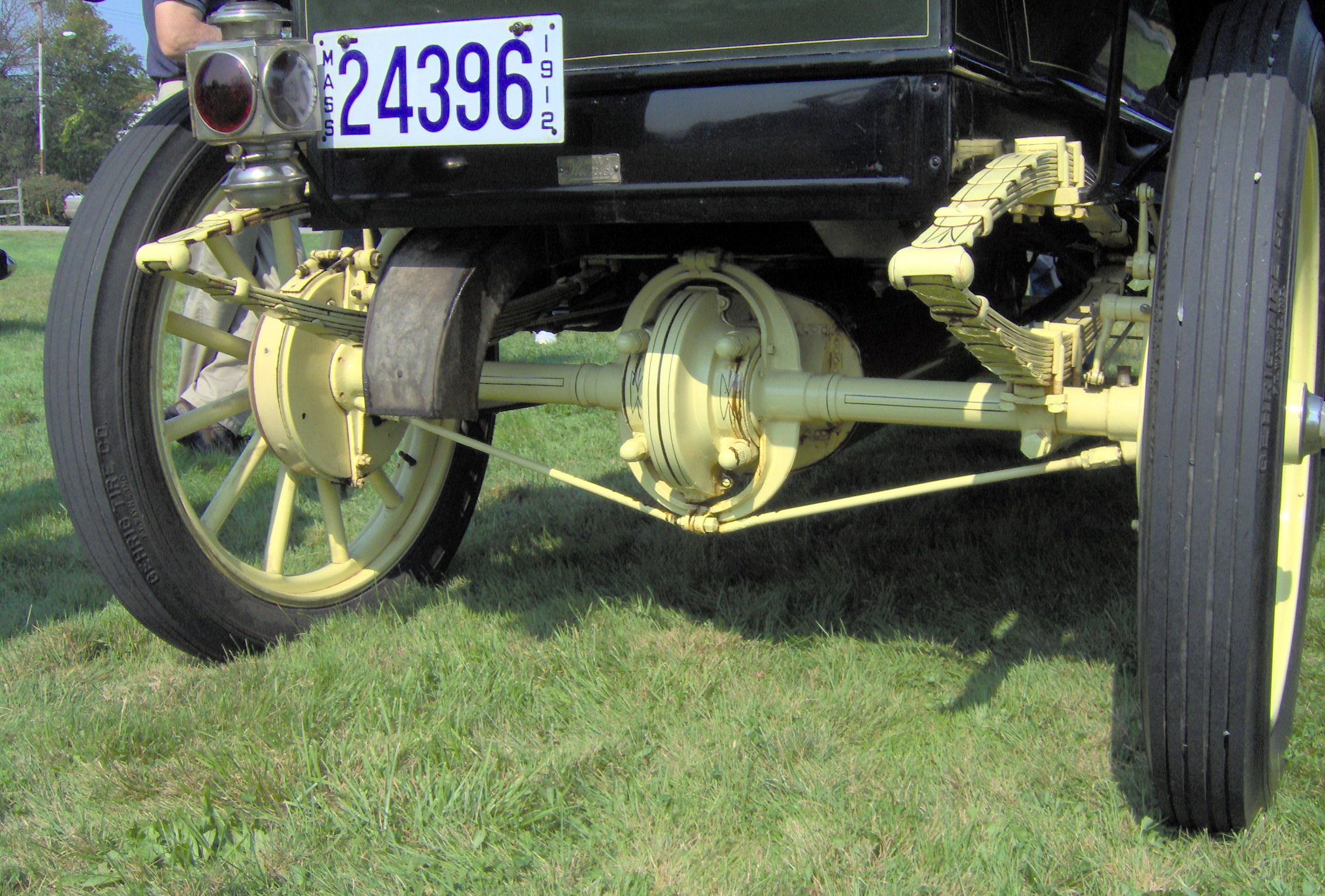
Автомобиль Стэнли с 1912 года. Детали шасси, подвески и трансмиссии.

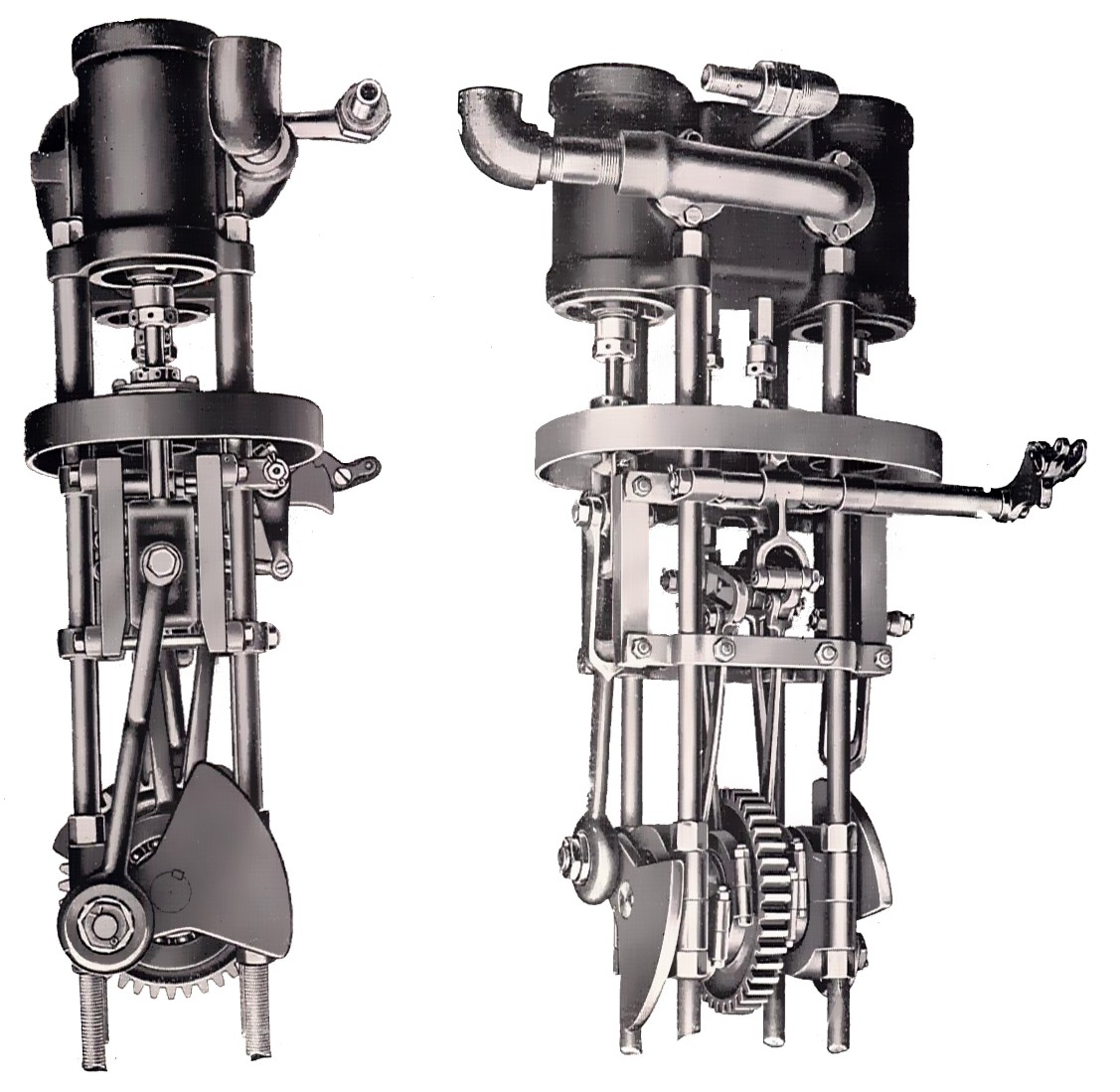
Автомобильный паровой двигатель Stanley, 1912

Первые автомобили Стэнли имели жесткое шасси, образованное прямоугольной трубчатой рамой и четырьмя колесами без какой-либо подвески. Кузов автомобиля с парогенератором и двигателем был подрессорен с помощью стальных эллиптических пружин. Парогенератор (котел) вертикального газотрубного типа, первоначально был установлен за сиденьями, и в нижней части имелась горелка работавшая на парах бензина (керосиновая в более поздних моделях). Котел был укреплен струнoй для фортепиано (то есть сотни метров тонкой стальной проволоки), обмотанной вокруг котла, техническое решение которое, позволилo создать очень прочную конструкцию котла средней тяжести. Топки были сделаны из меди в первых моделях. Концы труб были запрессованы в проушины верхнего и нижнего фланцев. В более поздних моделях использование пароконденсатора для улучшения автономности приводило к утечкам масла через компенсаторы и сварные стальные трубы. Котлы были безопаснее, чем можно было предположить. У них были предохранительные клапаны и, в случае отказа двигателя, избыточное давление вызывало разрыв одного из многочисленных присутствующих клапанов. Разрыв позволил снизить давление в котле задолго до его взрыва. Нет зарегистрированного случая взрыва в действии.
Двигатель состоял из двух цилиндров двойного действия и простого расширения с клапанами типа бокового скольжения.
Привод был сделан непосредственно от коленчатого вала до дифференциала посредством цепи (для поглощения относительных движений между жестким шасси и кузовом подвесного автомобиля). Часто владельцы Стэнли модифицировали свой автомобиль аксессуарами в соответствии со своими критериями (смазочные материалы, конденсаторы)
Водитель управлял двигателем дросселем. Там не было необходимости в коробке передач. Одной из положительных сторон особенностей парового автомобиля было то, что Стенли было очень сложно угнать. Требовалось 20 минут, чтобы разогреть агрегат прежде чем он мог двигаться. Однако после раскочегаривания даже ранний Стэнли Стимер был способен на 75 миль в час. В 1906 году Стэнли Стимер побил рекорд скорости на суше во Флориде со скоростью 127 миль в час. Чтобы управлять паромобилем Станлеи водителю приходилось следить за множеством датчиков. Было 13 ручек, насосов и клапанов для регулировки. У машины был небольшой запас воды из-за его веса. Машина могла проехать всего около 40 миль, прежде чем ей приходилось дозаправиться водой.

## Рекорды скорости

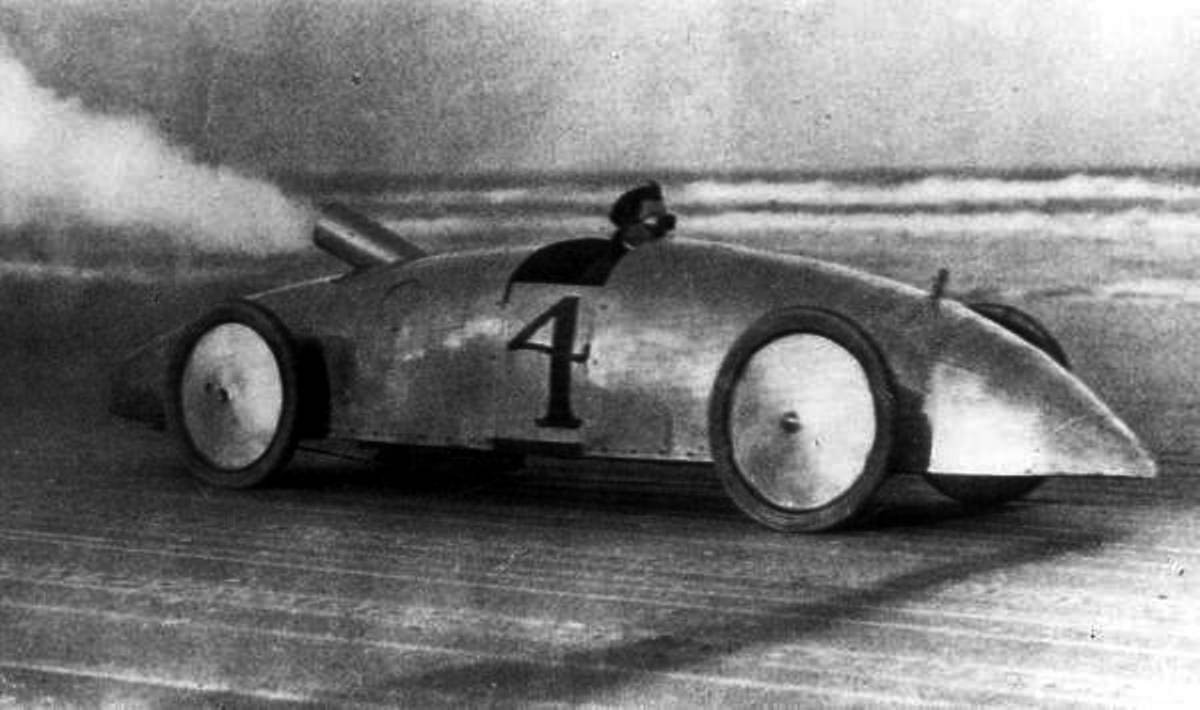
Паровой автомобиль Stanley в 1903 году установил скоростной рекорд Daytona Beach Road Course

В 1906 году паровой автомобиль фирмы Stanley установил рекорд скорости — 205,5 км/ч (127,659 миль/час).

## Галерея

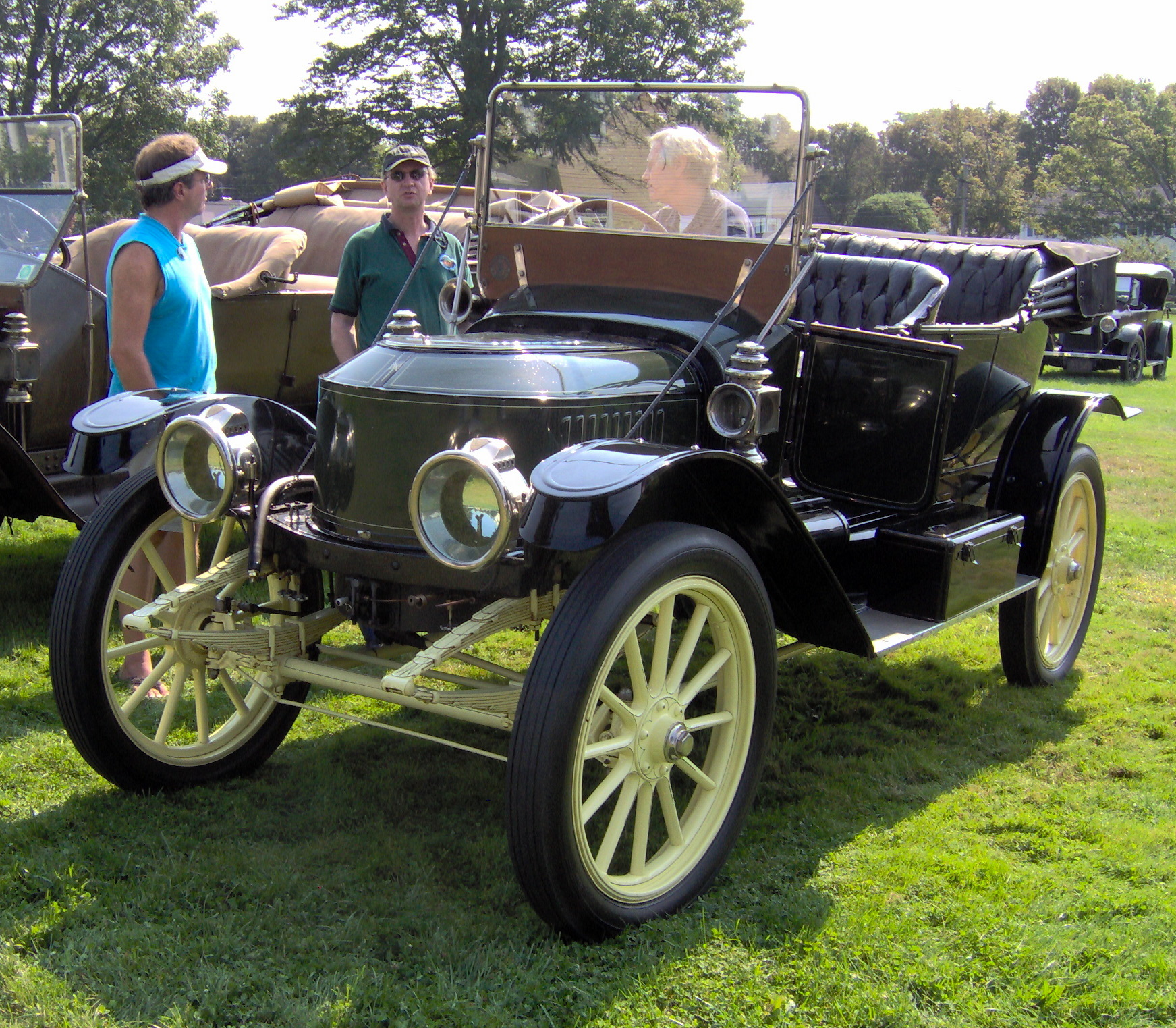
Stanley Steamer, 1912
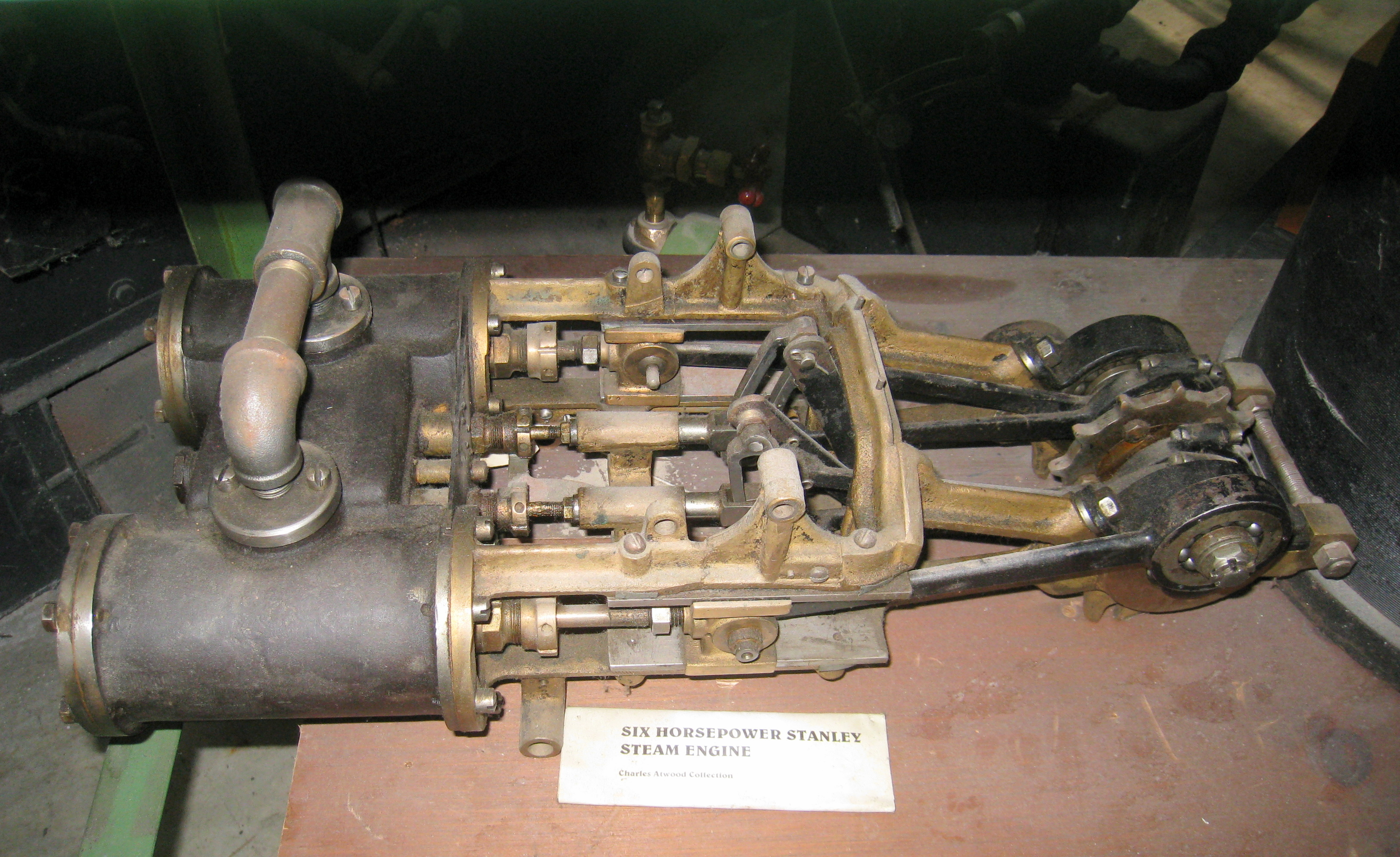
Компаундный двухцилиндровый двигатель «Stanley Steam» двойного расширения не нуждался в трансмиссии и был подключён напрямую к оси машины. Мощность 6 л. с.
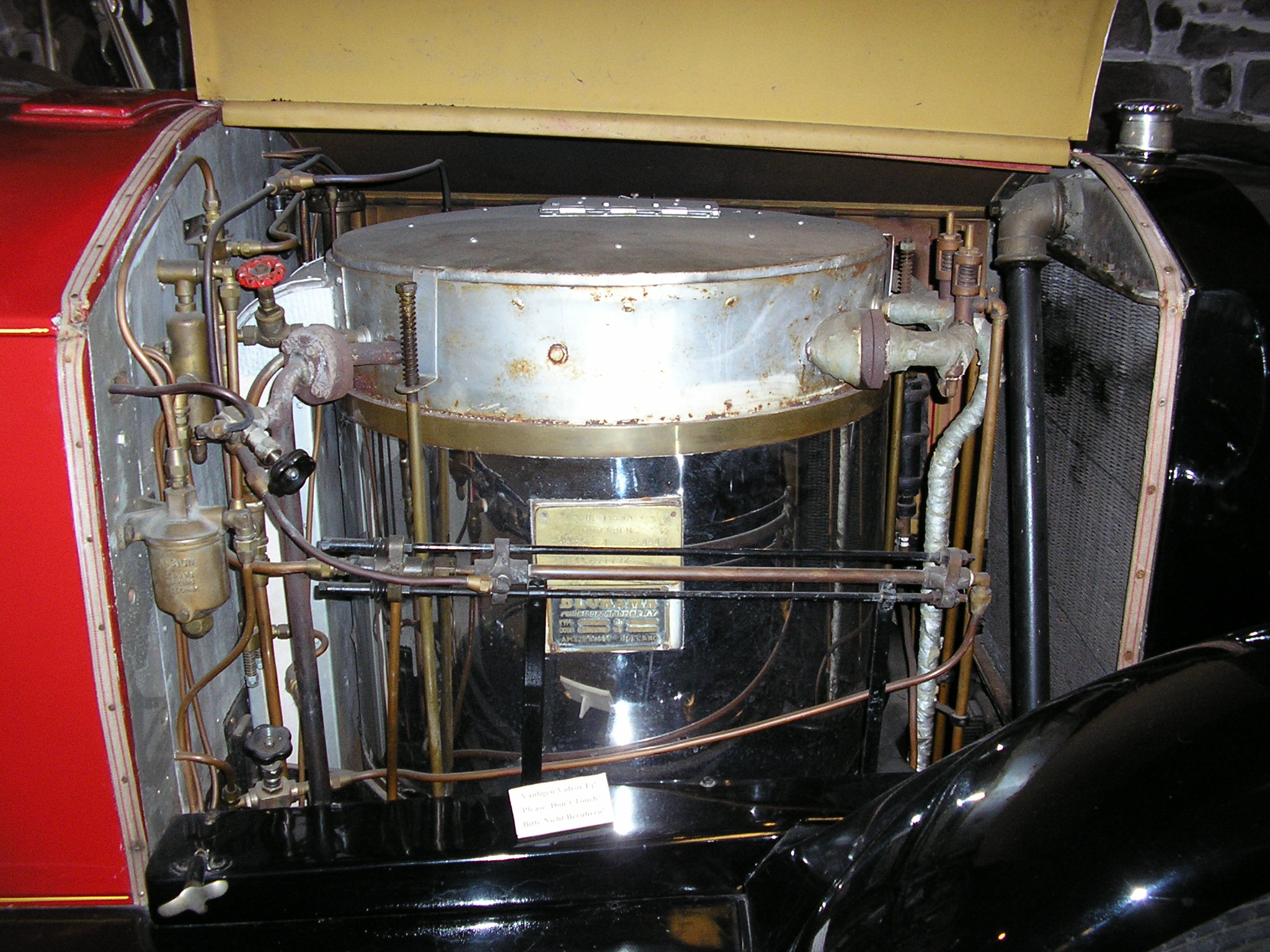
Stanley Steamer Серии 740 в 1924.